# Myènè (peuple)
Pour les articles homonymes, voir Myènè.
Les Myènè sont une population bantoue d'Afrique centrale établi au Gabon, sur le littoral (entre Libreville et la lagune Fernan Vaz) et le long de l'Ogooué jusqu'à Lambaréné. Il s'agit en fait d'un ensemble de six ethnies parlant la même langue bantoue, le myènè. Ils se dénomment eux-mêmes les Ngwè-Myènè. Les Ngwè-Myènè rassemblent ainsi les Mpongwè, les Orungu, les Galwas, les Enenga, les Nkomi et les Adyumbas. Ce groupement est nommé OMYÈNÈ. 

## Ethnonymie
Selon les sources on observe plusieurs variantes : Miéné, Myénés, Ngwémyéné, Omyéné, Omyénés.

### Discographie
- Gabon : chants myènè de Port-Gentil à Lambaréné, Radio-France, distrib. Harmonia mundi, 2005